# Manuelito
Manuelito (Hastiin Ch'ilhaajin) (Utah, 1818 – 1893) è stato un condottiero nativo americano del popolo dei Navajo.
Nato a Bear's Ears nel sud-est dello Utah, Manuelito fu un importante leader dei Navajo, che unì la sua nazione contro l'oppressione delle forze armate dell'Esercito dell'Unione. Per diversi anni guidò un gruppo di guerrieri nella resistenza alle iniziative federali dirette a rimuovere con la forza il popolo Navajo e condurlo a Bosque Redondo, nel Nuovo Messico attraverso quella che prese il nome di Lunga marcia dei Navajo nel 1864. Dopo essere stato trasferito a Bosque Redondo, Manuelito fu tra i leader che firmarono il trattato del 1868, che poneva fine al periodo di internamento ed istituiva una riserva indiana per il popolo Navajo.